# Camponotus shanwangensis
Camponotus shanwangensis é uma espécie de inseto do gênero Camponotus, pertencente à família Formicidae.